# Équipe des Pays-Bas féminine de kayak-polo
L'équipe des Pays-Bas féminine de kayak-polo est l'équipe féminine qui représente les Pays-Bas dans les compétitions majeures de kayak-polo.
Elle est constituée par une sélection des meilleures joueuses néerlandaises.
Elle compte à son palmarès une médaille de bronze aux Championnats du monde de kayak-polo 2006.

## Joueuses actuelles
Sélection pour les Championnats d'Europe de kayak-polo 2007
| Numéro | Nom                | Club | Date de naissance |
| ------ | ------------------ | ---- | ----------------- |
| 29     | Diewertje Bink     |      |                   |
| ?      | Wilman De Haan     |      |                   |
| 16     | Maijke Dikjman     |      |                   |
| 26     | Cherryl Hollmann   |      |                   |
| 28     | Ilona Lanjouw      |      |                   |
| 1      | Rosita Steltenpool |      |                   |
| 9      | Maartje Sypkenos   |      |                   |
| 13     | An Verheyen        |      |                   |

## Palmarès
Parcours aux championnats d'Europe
- 1995 : 4e
- 1997 : non présente
- 1999 : non présente
- 2001 : 5e
- 2003 : 4e
- 2005 : 4e
- 2007 : 5e
- 2009 : 2e
- 2011 : 4e

Parcours aux championnats du Monde
- 1994 : non présente
- 1996 : non présente
- 1998 : non présente
- 2000 : non présente
- 2002 : 9e
- 2004 : 7e
- 2006 : 3e
- 2008 : 6e
- 2008 : 7e